# Diazocomposti

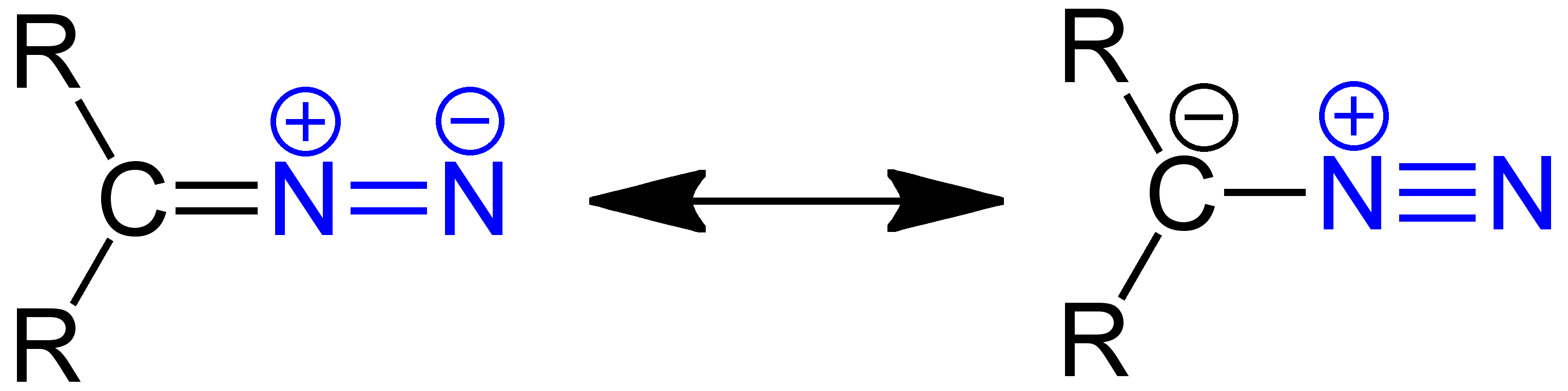
Struttura di risonanza dei diazocomposti. Il gruppo funzionale diazo è in blu; R può essere H o un radicale organico.

Il termine diazocomposto si riferisce a un tipo di composto organico che ha due atomi di azoto collegati nella forma azo con un gruppo funzionale terminale. La formula generale è R2C=N2. Mentre il termine diazo indica il gruppo funzionale N=N.
L'esempio più semplice di un diazocomposto è il diazometano. La struttura elettronica dei diazocomposti comporta una carica positiva sull'azoto centrale e una carica negativa distribuita tra l'azoto terminale e il carbonio. Alcuni degli azocomposti più stabili sono gli α-diazo-ß-dichetoni e gli α-diazo-ß-diesteri poiché la carica negativa viene delocalizzata nei gruppi carbonili. Al contrario, la maggior parte dei composti alchildiazo sono esplosivi. Un diazocomposto commercialmente rilevante è l'etil-diazoacetato (N2CHCOOEt). Un gruppo di composti isomerici con certe proprietà simili sono le diazirine, dove il carbonio e due nitrogeni 
sono collegati come un anello.
I diazocomposti non vanno confusi con gli azocomposti del tipo R-N=N-R o con i composti del diazonio del tipo R-N2+.

## Proprietà
Possiamo disegnare quattro possibili strutture di risonanza:
I diazocomposti sono composti tossici isolabili ma molto reattivi che spesso servono come intermedi di sintesi. I diazocomposti semplici sono volatili ed esplosivi.  Inoltre hanno un ottimo gruppo uscente (formazione di azoto gassoso) con N2. Le reazioni con diazocomposti devono essere effettuate a basse temperature, poiché si decompongono molto facilmente (scissione di N2). I diazocomposti aromatici sono generalmente più stabili di quelli alifatici. Mostrano un carattere di dipolo interno stabile, che può essere descritto da due strutture al contorno mesomeriche; uno è un iluro.

## Storia
I diazocomposti sono stati prodotti inizialmente dal chimico tedesco Peter Griess che aveva scoperto una nuova reazione chimica versatile, come riferito nel suo articolo del 1858 "Avviso preliminare sull'influenza dell'acido nitroso su amminonitro- e amminodinitrofenolo. "

## Sintesi
Vi sono diversi metodi di laboratorio per preparare i diazocomposti:

### Da ammine
Ammine alifatiche primarie Alfa-accettore-sostituite R-CH2-NH2 (R = COOR, CN, CHO, COR) reagiscono con l'acido nitroso per formare un diazocomposto.

### Da diazometili
Un esempio di sostituzione elettrofila usando un composto diazometilico è quello di una reazione tra un acil alogenuro e il diazometano, questo avviene nel primo step della sintesi di Arndt-Eistert.

### Da diazotrasferimento

Preparazione estere dell'acido diazomalonico secondo Dimroth

Nel diazotrasferimento certi acidi carbonici possono reagire con tosil azide (tosN3, dove tos è il gruppo tosile con formula CH3C6H4SO2-R ):
Questa reazione viene anche detta diazotrasferimento di Regitz. 
Esempi sono la sintesi del tert-butil diazoaceato e del di-tert-butil diazomalonato.

### Dai compostiN-alchil-N-nitroso

Sintesi diazocomposto da composti N-alchil-N-nitroso

I diazocomposti possono ottenersi in una reazione di eliminazione dei composti N-alchil-N-nitroso, un esempio è la sintesi di diazometano da Diazald o Metilnitronitrosoguanidina (abbreviato MNNG - MethylNitroNitrosoGuanidine e formulaC2H5N5O3 ):

### Dagli idrazoni

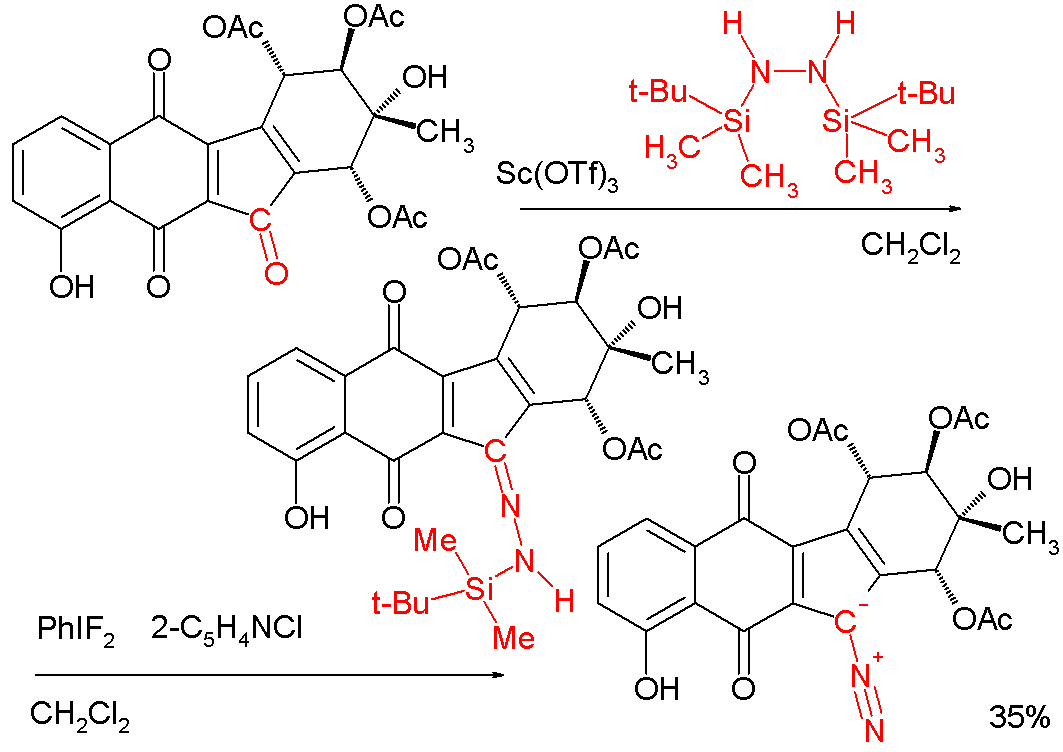
Sintesi C Kinamycin

Gli Idrazoni sono ossidati (deidrogenazione) ad esempio con l'ossido di argento o con l'ossido mercurico. Ad esempio nella sintesi del 2-diazopropano da idrazone acetone. Altri reagenti ossidanti sono il tetracetato di piombo, il diossido di manganese e il reagente di Swern. I composti derivati dagli idrazoni detti tosil idrazoni RRC=N-NHtos (Dove tos-toluenesulfonyl è il gruppo tosile con formula CH3C6H4SO2-R) vengono fatti reagire con una base, per esempio trietilammina nella sintesi del crotil diazoacetato e nella sintesi di fenildiazometano da Ph-CHNHTs e metossido di sodio.
La reazione di un gruppo carbonile con un derivato organico dell'idrazina detto 1,2-bis(tert-butildimetilsilil)idrazina forma l'idrazone e successivamente segue la reazione con lo iodano difluoroiodobenzene producendo alla fine un diazocomposto:

### Da frammentazione
Il composto 1,3-disostituito alchil aril triazene può frammentarsi e formare un diazocomposto. Questi derivati organici del triazene detti triazeni (ArN=NNH-CH2R) risultano dall'accoppiamento di sali di diazonio aromatici con ammine primarie, ma questa reazione è rara.

### Da azidi

Conversione da azide a diazo

Un metodo è illustrato in figura accanto per la sintesi di diazocomposti da azidi usando composti derivati dalla fosfina:

## Reazioni con diazocomposti

### In cicloaddizioni
I diazocomposti reagiscono come 1,3-dipolo nelle reazioni di cicloaddizione diazoalcano 1,3-dipolare.

### Come precursori dei carbeni
I diazocomposti vengono usati come precursori ai carbeni, che sono generati da termolisi o fotolisi, per esempio nel riarrangiamento di Wolff. Come tali sono usati in ciclopropanazione per esempio nella reazione di etil diazoacetato con lo stirene. Alcuni diazocomposti possono accoppiarsi per formare alcheni in una reazione formale di dimerizzazione del carbene.
I diazocomposti sono intermedi nella reazione di Bamford-Stevens di tosil idrazoni ad alcheni, di nuovo con un carbene intermedio:
Nella reazione di Doyle-Kirmse alcuni diazocomposti reagiscono con allil solfuri come il solfuro omoallilico. 
Le reazioni intramolecolari di composti diazocarbonilici forniscono l'accesso ai ciclopropani. 
Nella reazione di espansione anello di Buchner i diazocomposti reagiscono con anelli aromatici producendo anelli-espansi.

### Come nucleofilo
La reazione di Buchner-Curtius-Schlotterbeck produce chetoni dalle aldeidi e dai diazocomposti alifatici:
Il tipo di reazione è detta addizione nucleofila.

## Presenza in natura
Due famiglie di prodotti naturali presentano il gruppo diazo: chinamicina e lomaiviticina. Queste molecole sono DNA-intercalanti, con funzionalità diazo come "testate". La perdita di N2, indotto in modo riduttivo, genera un radicale fluorenile DNA-scissione.